# Band (Mureș)
Pour les articles homonymes, voir Band.
Band (Mezőbánd en hongrois, Bandorf en allemand) est une commune roumaine du județ de Mureș, dans la région historique de Transylvanie et dans la région de développement du Centre.

## Géographie
La commune de Band est située au nord-ouest du județ, sur la rivière Lechința, affluent de la rive droite du Mureș, dans la Plaine de Transylvanie (Câmpia Transilvanei), à 18 km au nord-ouest de Târgu Mureș, le chef-lieu du județ.
La municipalité est composée des douze villages suivants (population en 2002) :
- Band (3 712), siège de la municipalité ;
- Drăculea Bandului (156) ;
- Fânațe (339) ;
- Fânațele Mădărășului (311) ;
- Iștan-Tău (144) ;
- Mărășești (323) ;
- Negrenii de Câmpie (150) ;
- Oroiu (343) ;
- Petea (245) ;
- Țiptelnic (137) ;
- Valea Mare (258) ;
- Valea Rece (297).

## Histoire
La première mention écrite de la commune date de 1332. Band était alors un village sicule. Le village est depuis très longtemps un marché et un centre commercial pour les campagnes alentour.
La commune de Band a appartenu au royaume de Hongrie, puis à l'empire d'Autriche et à l'Empire austro-hongrois.
En 1876, lors de la réorganisation administrative de la Transylvanie, Band a été rattachée au comitat de Maros-Torda.
La commune de Band a rejoint la Roumanie en 1920, au traité de Trianon, lors de la désagrégation de l'Autriche-Hongrie. Elle a été de nouveau occupée par la Hongrie de 1940 à 1944, période durant laquelle la petite communauté juive fut exterminée par les nazis. Elle est redevenue roumaine en 1945.
En 2004, le village de Mădăraș qui faisait partie de la commune jusqu'alors s'en est séparé pour former une commune indépendante.

## Politique
Le conseil municipal de Band compte 15 sièges de conseillers municipaux. À l'issue des élections municipales de juin 2008, Mircea Rus (PNL) a été élu maire de la commune.
| Parti                                      | Nombre de conseillers |
| ------------------------------------------ | --------------------- |
| Parti national libéral (PNL)               | 7                     |
| Union démocrate magyare de Roumanie (UDMR) | 4                     |
| Parti social-démocrate (PSD)               | 2                     |
| Parti démocrate-libéral (PD-L)             | 1                     |
| Parti tsigane "Pro Europa"                 | 1                     |

## Religions
En 2002, la composition religieuse de la commune était la suivante :
- Réformés, 49,00 % ;
- Chrétiens orthodoxes, 39,07 % ;
- Pentecôtistes, 7,74 % ;
- Catholiques romains, 2,01 %.

## Démographie
En 1900, la commune comptait 3 889 Roumains (47,88 %) et 3 628 Hongrois (44,66 %).
En 1930, on recensait 4 396 Roumains (49,13 %), 3 739 Hongrois (41,79 %), 93 Juifs (1,04 %) et 708 Tsiganes (7,91 %).
En 2002, 2 868 Roumains (37,12 %) côtoient 3 509 Hongrois (45,41 %) et 1 349 Tsiganes (17,46 %). On comptait à cette date 2 107 ménages et 2 210 logements.
Les statistiques des recensements incluent le village de Mădărăș jusqu'en 2002.
| 1850  | 1880  | 1900  | 1910  | 1930  | 1956  | 1977  | 1992  | 2002  |
| ----- | ----- | ----- | ----- | ----- | ----- | ----- | ----- | ----- |
| 5 546 | 5 976 | 7 661 | 8 123 | 8 948 | 9 953 | 8 450 | 7 587 | 7 726 |

| 2007  | - | - | - | - | - | - | - | - |
| ----- | - | - | - | - | - | - | - | - |
| 6 532 | - | - | - | - | - | - | - | - |

## Économie
L'économie de la commune repose sur l'agriculture, l'élevage, l'exploitation des forêts, la transformation du bois et les activités commerciales.

## Communications

### Routes
La route régionale DJ152A permet de rejoindre Band depuis Târgu Mureș.

### Voies ferrées
La gare la plus proche se situe à Târgu Mureș, à 18 km. Un chemin de fer à voie étroite est exploité durant l'été par la SFT, branche touristique de la société des chemins de fer roumains, la Căile Ferate Române (CFR) entre Band et Târgu Mureș.

## Lieux et monuments
- Band, temple réformé de 1885.

- Band, église catholique de 1787.

- Petea et Oroiu, églises.

- Fânețe, lac (4 ha) unique en Europe car d'origine météorique.